# 羅爾斯縣 (密蘇里州)
羅爾斯县（英語：Ralls County）是美國密蘇里州西北部的一個縣，東隔密西西比河與伊利諾伊州相望。面積1,253平方公里。根據美國2000年人口普查，共有人口9,626人。縣治新倫敦 （New London）。
成立於1820年11月16日。縣名紀念州議員丹尼爾·羅爾斯。